# Ricardo Gallego
Ricardo Gallego Redondo (Madrid, España, 8 de febrero de 1959) es un exfutbolista español que jugaba de líbero o de medio centro.

## Trayectoria
En la temporada 1991-92, su última como profesional, logró el ascenso a Primera División con el Rayo Vallecano de Madrid.

## Selección nacional
Fue 42 veces internacional con España, debutando el 24 de febrero de 1982 contra Escocia.[cita requerida] Antes de sus registros con la absoluta, participó en cuatro encuentros con la selección "B", dos con la selección sub-21 y seis con la selección juvenil.
Entre sus participaciones en torneos oficiales figuran el Mundial de España 1982 y el de México 1986, mientras que a nivel continental participó en la Eurocopa de Francia 1984, en la que España fue subcampeona, y en la Eurocopa de Alemania 1988, donde cayeron en la fase de grupos.

## Estadísticas

### Clubes
| Club              | País   | Año     |
| ----------------- | ------ | ------- |
| Castilla C. F.    | España | 1973-80 |
| Real Madrid C. F. | España | 1980-89 |
| Udinese Calcio    | Italia | 1989-90 |
| Rayo Vallecano    | España | 1990-92 |

## Palmarés

### Campeonatos nacionales
| Título             | Club              | Año  |
| ------------------ | ----------------- | ---- |
| Copa               | Real Madrid C. F. | 1982 |
| Copa de la Liga    | Real Madrid C. F. | 1985 |
| Campeonato de Liga | Real Madrid C. F. | 1986 |
| Campeonato de Liga | Real Madrid C. F. | 1987 |
| Campeonato de Liga | Real Madrid C. F. | 1988 |
| Supercopa          | Real Madrid C. F. | 1988 |
| Campeonato de Liga | Real Madrid C. F. | 1989 |
| Copa               | Real Madrid C. F. | 1989 |
| Supercopa          | Real Madrid C. F. | 1989 |

### Campeonatos internacionales
| Título          | Equipo            | Año  |
| --------------- | ----------------- | ---- |
| Copa de la UEFA | Real Madrid C. F. | 1985 |
| Copa de la UEFA | Real Madrid C. F. | 1986 |

### Distinciones individuales
| Distinción                                             | Año  |
| ------------------------------------------------------ | ---- |
| Incluido en el equipo ideal del Mundial de México 1986 | 1986 |

## Trayectoria después de su carrera de futbolista
- 2 temporadas en el Rayo Vallecano como asesor de la Secretaría técnica.
- Responsable de la empresa que gestiona los palcos del Real Madrid, llamada Palcos Blancos.
- 2006 - 2009 Director adjunto de la cantera del Real Madrid
- Comentarista del programa deportivo RadioEstadio de Onda Cero para los partidos del Real Madrid y la Selección, de 2009 a 2011.
- Actualmente es colaborador en Real Madrid tv.